# Frederick Robie
Frederick Robie, född 12 augusti 1822 i Gorham, Maine, död där 3 februari 1912, var en amerikansk republikansk politiker. Han var Maines guvernör 1883–1887.
Robie utexaminerades 1841 från Bowdoin College och avlade 1844 läkarexamen vid Jefferson Medical College i Philadelphia. Därefter var han verksam som läkare i Maine. Under amerikanska inbördeskriget befordrades han till överstelöjtnant.
Robie efterträdde 1883 Harris M. Plaisted som guvernör och efterträddes 1887 av Joseph R. Bodwell. År 1912 avled han 89 år gammal och gravsattes på Eastern Cemetery i hemstaden Gorham.